# Xandros
Xandros è il nuovo nome della distribuzione Corel Linux, abbandonata da Corel Corporation e ripresa nel 2001 dalla Xandros Incorporated. Xandros Desktop è una distribuzione GNU/Linux incentrata sia sugli utenti mainstream, che sugli utenti business. Il nome Xandros deriva dal X Window System e dall'isola greca Andros.
È una distribuzione commerciale derivata da Debian e orientata verso l'utilizzo semplificato di una normale distribuzione GNU/Linux. Grazie al Cross Over Office (simile a Wine) fornito, installato e supportato nella versione commerciale, è possibile utilizzare dentro Xandros una gran parte del software proprietario del mondo Microsoft Windows, come: Internet Explorer, Microsoft Office, Adobe Photoshop, RealPlayer ecc.
Il 1º gennaio 2018 e stato annunciato che PC / OpenSystems LLC ha acquistato Xandros e Linspire da Bridgeways, Inc.

## Tipologie
Xandros ha creato diverse tipologie del suo prodotto, sia per ambienti consumer che per ambienti business. Entrambe le distribuzioni contengono software libero e open source; Xandros Inc. è stata criticata per l'inserimento di software proprietario.

### Home
Xandros Desktop Home Edition
Questa edizione contiene una versione di prova da 30 giorni di Crossover Office. Include anche l'"Applications CD" che contiene programmi aggiuntivi che possono essere installati via "Xandros Networks". Diversamente dalla versione Home Edition Premium, non sono inclusi photo manager, music manager, security suite, wireless profiles, ne la possibilità di scrivere su partizioni NTFS (di Microsoft).
Xandros Desktop Home Edition Premium
Questa edizione contiene la versione standard di Crossover Office. In allegato è presente l'"Applications CD" che contiene programmi aggiuntivi che possono essere installati via "Xandros Networks". A differenza del suo nome, Xandros Desktop Home Edition Premium non include la caratteristica Premium Membership di Xandros Networks.

### Business
Xandros Desktop Professional
Conosciuta come Xandros Desktop Business Edition, questa edizione è fondamentalmente simile alla Xandros Desktop Home Edition Premium, ma include la possibilità di loggarsi su Windows PDC e domini Active Directory, usare PPTP VPN per connessioni remote, e usare connessioni wireless 3G, GSM e UMTS. Xandros Desktop Professional è stata pubblicata ufficialmente il 28 novembre, 2006.
Xandros Server
Xandros Server è disegnata appositamente per girare su server. È stata ufficialmente pubblicata al LinuxWorld Conference and Expo a Toronto, il 25 aprile 2006, e messa in vendita presso il sito internet ufficiale il 1º maggio 2006. Questa è la prima distribuzione linux certificata DCC Alliance. Xandros Server 2.0 è stata pubblicata nel maggio 2007.

### Altre Edizioni
- Xandros Open Circulation Edition (OCE)
- Xandros Desktop OS Standard Edition
- Xandros Desktop OS Deluxe Edition
- Xandros Desktop OS Surfside Edition

## ASUS Eee PC
L'ASUS Eee PC viene fornito di base con Xandros nella versione con "interfaccia a tab"; è comunque possibile cambiare interfaccia passando ad una più familiare "interfaccia Desktop", detta "Advanced Desktop Mode", attraverso questi semplici passi:
```
  1. Premere ctrl-alt-T in Easy Mode per aprire un terminale
  2. Digitare i seguenti comandi e premere Invio
     wget 
http://download.tuxfamily.org/eeepcrepos/key.asc

     sudo apt-key add key.asc
  3. Digitare "sudo synaptic" e premere Invio
  4. Nella voce impostazioni cliccare su aggiungi archivio
  5. Premere Nuovo
  6. Inserire il seguente indirizzo: 
http://download.tuxfamily.org/eeepcrepos

  7. Inserire la distribuzione: p701
  8. Inserire il ramo: main (e etch)
  9. Premere OK
 10. Premere Ricarica
 11. Cercare il pacchetto advanced-desktop-eeepc;
 12. Selezionarlo per l'installazione
 13. Premere Applica
 14. Spegnere l'Eee PC e nella finestra di spegnimento, selezionare Full Desktop a sinistra.
```

Al riavvio dell'Eee PC avremo una classica interfaccia desktop.
Il processo è reversibile in quanto dal menù "Launch" dello Xandros è possibile scegliere "Easy Mode" per tornare all'interfaccia grafica di default.
La modalità advanced desktop mode è comoda per chi cerca l'interfaccia desktop, più "familiare" della easy mode, ma può tuttavia risultare scomoda poiché non tutte le icone e i fonts sono tradotti in italiano, bensì in inglese.